# Georg von Ferentheil und Gruppenberg
Georg Friedrich Adalbert von Ferentheil und Gruppenberg (* 16. August 1818 in Bellmannsdorf; † 4. Februar 1889 in Görlitz) war ein preußischer Generalleutnant.

## Leben

### Herkunft und Familie
Georg war Angehöriger des schlesischen Adelsgeschlechts Ferentheil und Gruppenberg. Seine Eltern waren der preußische Kapitän und Erbherr auf Bellmannsdorf und Oberhalbendorf Georg von Ferentheil und Gruppenberg (1787–1825) sowie Charlotte von Scheliha (1792–1843). Er vermählte sich 1850 in Breslau mit Juli Donner genannt Pförtner (1830–1904). Aus der Ehe sind zehn Kinder hervorgegangen, von denen vier jung verstarben. Die Söhne Kurt (1858–1915), Oberst, Kommandeur des Vorpommerschen Feldartillerie-Regiments Nr. 38 in Stettin und Fritz (* 1868), Hauptmann, Lehrer an der Kriegsschule in Danzig folgten dem Vater im Soldatenberuf in der preußischen Armee.

### Werdegang
Ferentheil begann seine Laufbahn 1829 als Kadett in Potsdam, wechselte 1832, noch als Kadett nach Berlin, bevor er 1835 Sekondeleutnant im 10. Infanterie-Regiment der Preußischen Armee wurde. Von 1842 bis 1843 war er zum 6. kombinierten Reservebataillon kommandiert, wurde 1846 Regimentsadjutant und 1850 Adjutant der 12. Infanterie-Brigade. Er avancierte mit Patent von 1850, unter Belassung seines Kommandos 1851 zum Premierleutnant im 40. Infanterie-Regiment (4. Reserve-Regiment). 1852 wurde er Adjutant der 23. Infanterie-Brigade und stieg zum Hauptmann auf. Er wurde 1855 Kompaniechef im 10. Infanterie-Regiment, jedoch 1858 ins 19. Infanterie-Regiment versetzt, bei gleichzeitiger Kommandierung als Adjutant beim Generalkommando des VI. Armee-Korps. Unter Entbindung von seinem Kommando avancierte er 1860 zum Major im 3. Oberschlesischen Infanterie-Regiment Nr. 62, wo er 1863 zum Bataillonskommandeur und 1865 zum Oberstleutnant aufstieg. Er nahm im Deutschen Krieg an der Schlacht bei Königgrätz teil und erhielt im selben Jahr den Roten Adlerorden IV. Klasse mit Schwertern.
Als Oberstleutnant war er vom 5. März bis 10. April 1867 mit der Führung des 2. Pommerschen Grenadier-Regiments (Colberg) Nr. 9 beauftragt und war vom 11. April 1867 bis 7. November 1871 zunächst für wenige Tage ebenfalls noch als Oberstleutnant, dann als Oberst Kommandeur des Regiments. Im Krieg gegen Frankreich nahm Ferentheil an den Schlachten bei Gravelotte und Champigny, der Einschließung von Metz (Eisernes Kreuz II. Klasse), sowie den Gefechten am Mont Mesly, bei Belgnic le Sec und Pontalier (verwundet) teil. Ferentheil erhielt im März 1871 das Eiserne Kreuz I. Klasse und wurde im November desselben Jahres unter Stellung à la suite seines Regiments zum Kommandeur der 25. Infanterie-Brigade ernannt. Im Januar 1872 erhielt er seine Beförderung zum Generalmajor und wurde 1875 Kommandant von Stettin, also der Festung Stettin. 1877 avancierte er zum Generalleutnant, erhielt 1879 den Stern zum Roten Adlerordens II. Klasse mit Eichenlaub und Schwertern am Ringe und wurde 1882 mit Pension zur Disposition gestellt.